# Belgic (Schiff, 1885)

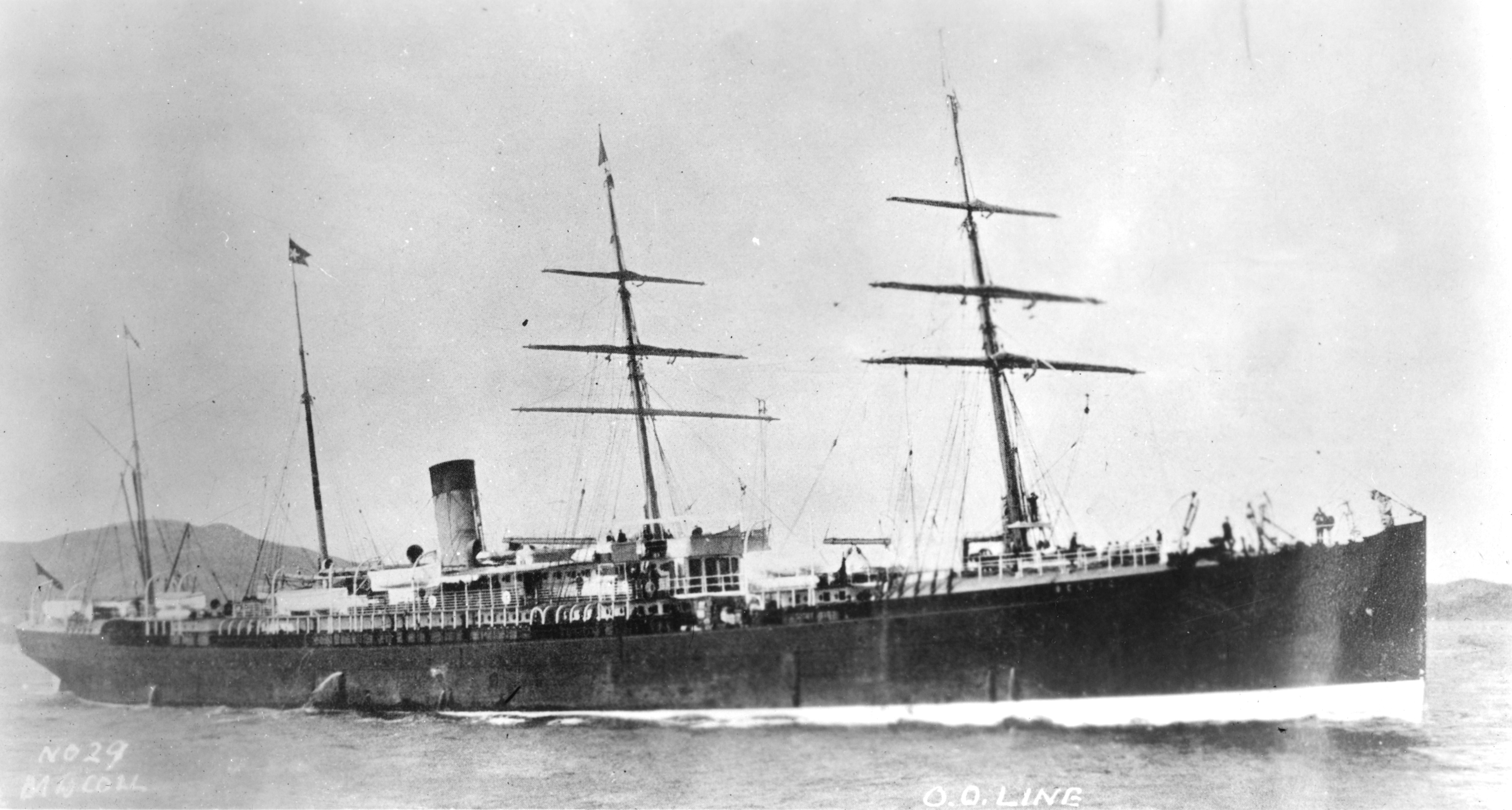
Die Belgic

Die Belgic war ein 1885 in Dienst gestelltes Frachtschiff der britischen White Star Line, das für die Reederei sowie unter Charter bis 1899 auf der Strecke von San Francisco nach Hongkong im Einsatz stand. Anschließend wurde es als Mohawk von der Atlantic Transport Line betrieben. 1903 ging die Mohawk zum Abbruch nach Liverpool.

## Geschichte
Die Belgic entstand unter der Baunummer 171 in der Werft von Harland & Wolff in Belfast und lief am 3. Januar 1885 vom Stapel. Nach der Übernahme durch die White Star Line am 7. Juli 1885 nahm das Schiff im selben Monat den Dienst von San Francisco nach Hongkong auf. Die Belgic war überwiegend als Frachtschiff konzipiert, beförderte gelegentlich aber auch Passagiere. So reisten auf ihrer Überführungsfahrt in die Vereinigten Staaten mehr als 500 Immigranten mit. Ihr Schwesterschiff war die ebenfalls 1885 in Dienst gestellte  Gaelic.
Einen großen Teil ihrer Dienstzeit wurde die Belgic von der Occidental and Oriental Steamship Company gechartert. Am 26. Mai 1894 kollidierte sie im Hafen von Xiamen mit der Ulysses der Blue Funnel Line. Ein dazwischen ankernder Lastkahn wurde durch die beiden Schiffe zerdrückt und sank. Ein weiteres Unglück ereilte das Schiff, als es am 9. September 1895 vor Japan auf Grund lief. Nach 13 Jahren im Dienst von San Francisco nach Hongkong kehrte es 1898 nach Großbritannien zurück.
1899 ging die Belgic unter dem Namen Mohawk in den Besitz der Atlantic Transport Line über und stand fortan zwischen London und New York im Einsatz. Ab 1900 diente sie während des Zweiten Burenkriegs als Versorgungsschiff. Nachdem das Schiff 1902 an die Atlantic Transport Line zurückging, entschied sich die Reederei gegen eine erneute Inbetriebnahme. 1903 wurde die Mohawk zum Abbruch nach Liverpool verkauft.